# Valence-sur-Baïse
Valence-sur-Baïse település Franciaországban, Gers megyében. Lakosainak száma 1137 fő (2022. január 1.). Valence-sur-Baïse Ayguetinte, Beaucaire, Cassaigne, Condom, Gondrin, Lagardère, Maignaut-Tauzia, Mansencôme, Mouchan és Saint-Puy községekkel határos.

## Népesség
A település népessége az elmúlt években az alábbi módon változott:
| Lakosok száma | 1229 | 1216 | 1157 | 1193 | 1140 | 1131 | 1135 | 1122 | 1118 | 1137 |
|               | 1968 | 1982 | 1990 | 2006 | 2013 | 2015 | 2017 | 2019 | 2020 | 2022 |